# Macaroni và pho mát
Macaroni và pho mát (tiếng Anh: Macaroni and cheese) là một món mì ống macaroni được nấu chín kèm theo sốt phô mai, phổ biến nhất là phô mai cheddar. Món này cũng có thể ăn kèm với nhiều thức ăn khác chẳng hạn như vụn bánh mì, thịt và rau.
Món Macaroni pho mát truyền thống chỉ là món thịt hầm được nướng trong lò. Tuy nhiên, món ăn này có thể nấu trên chảo nước sốt ở bếp hoặc sử dụng đồ đóng gói. Trước tiên, phô mai thường hòa với nước sốt béchamel để tạo ra nước sốt Mornay rồi đổ vào món mì. Tại Mỹ, món này được xem là một "món ăn ấm cúng".

## Lịch sử
Món mì thịt hầm pho mát đã được ghi chép lại trong cuốn sách Liber de Coquina dạy nấu ăn của Ý từ thế kỉ 14, trong đó có món mì ống pho mát parmesan. Một món mì thịt hầm pho mát khác được biết đến với cái tên makerouns cũng được ghi chép từ thế kỉ 14 trong một cuốn sách tiếng Anh thời trung cổ dạy nấu ăn có tên là The Forme of Cury. Món đó được làm từ mì ống tươi cắt bằng tay rồi kẹp giữa hỗn hợp bơ tan chảy và pho mát. Nguyên văn công thức nấu ăn bằng tiếng Anh trung đại là:
Take and make a thynne foyle of dowh. and kerve it on peces, and cast hem on boillyng water & seeþ it wele. take chese and grate it and butter cast bynethen and above as losyns. and serue forth.

Công thức trên tạm dịch ra tiếng Việt là:
Tạo một lớp bột mỏng và cắt thành từng miếng. Để chúng vào nước sôi và luộc kĩ. Lấy pho mát, nạo và cho vào, đồng thời đặt bơ cả bên dưới và bên trên tương tự như với món losyns (một món ăn gần giống với Lasagna) rồi bày ra.

Một công thức mới cho macaroni và pho mát được ghi trong một cuốn sách của Elizabeth Raffald (một quản gia người Anh) năm 1770. Công thức của Raffald là làm sốt Béchamel với phô mai Cheddar tạo ra sốt Mornay có trong cách nấu ăn kiểu, trộn cùng với macaroni, rải lên pho mát Parmesan và nướng cho đến khi nổi bong bóng và chín vàng. Lại có một công thức khác vào năm 1784 nói rằng các ống nhỏ của macaroni cần phải được luộc sôi, đổ ra một cái rây lọc cho ráo nước trước khi cho vào chảo. Sau đó cho thêm kem sữa béo vào macaroni cùng với một cục bơ nhỏ đã được lăn trong bột mì, nấu trong 5 phút rồi rắc một lớp pho mát Parmesan cùng với hạt tiêu lên món ăn. Cuốn sách dạy nấu ăn nổi tiếng Mrs Beeton's Book of Household Management có 2 kiểu của "Macaroni dùng với pho mát". Một trong hai được đề cập nguyên văn tiếng Anh như sau:
The macaroni, (which should be "tender but perfectly firm, no part being allowed to melt, and the form entirely preserved" – lest one be tempted to cook it for so long it actually disintegrated) is then topped with more cheese, pepper and breadcrumbs, before receiving a final dose of melted butter for good measure and being placed before a "bright fire" to brown the crumbs, or grilled with a salamander broiler.

Tại Vương quốc Anh trong những năm 2010, món ăn này đã trở nên phổ biến như một món chính và món phụ trong cả lĩnh vực thức ăn nhanh và thức ăn cao cấp.

### Tại Mỹ
Tổng thống Hoa Kỳ Thomas Jefferson và James Hemings, đầu bếp và nô lệ của ông, đã bắt gặp macaroni ở Paris và mang công thức này về Monticello. Jefferson đã vẽ một bản phác thảo của mì ống và viết các ghi chú chi tiết về quá trình nấu. Năm 1793, ông ủy quyền cho đại sứ Hoa Kỳ tại Pháp William Short mua một chiếc máy để chế tạo nó. Rõ ràng là chiếc máy này không phù hợp, vì Jefferson sau đó đã cho nhập khẩu cả macaroni và pho mát Parmesan để sử dụng tại Monticello. Năm 1802, Jefferson phục vụ "một chiếc bánh có tên là macaroni" trong một bữa tối của tiểu bang. Thực đơn của bữa tối được báo cáo bởi Mục sư Manasseh Cutler, người dường như không thích món thịt hầm macaroni phô mai. Tuy nhiên, kể từ thời điểm đó, mì ống nướng và pho mát vẫn được ưa chuộng ở Hoa Kỳ.

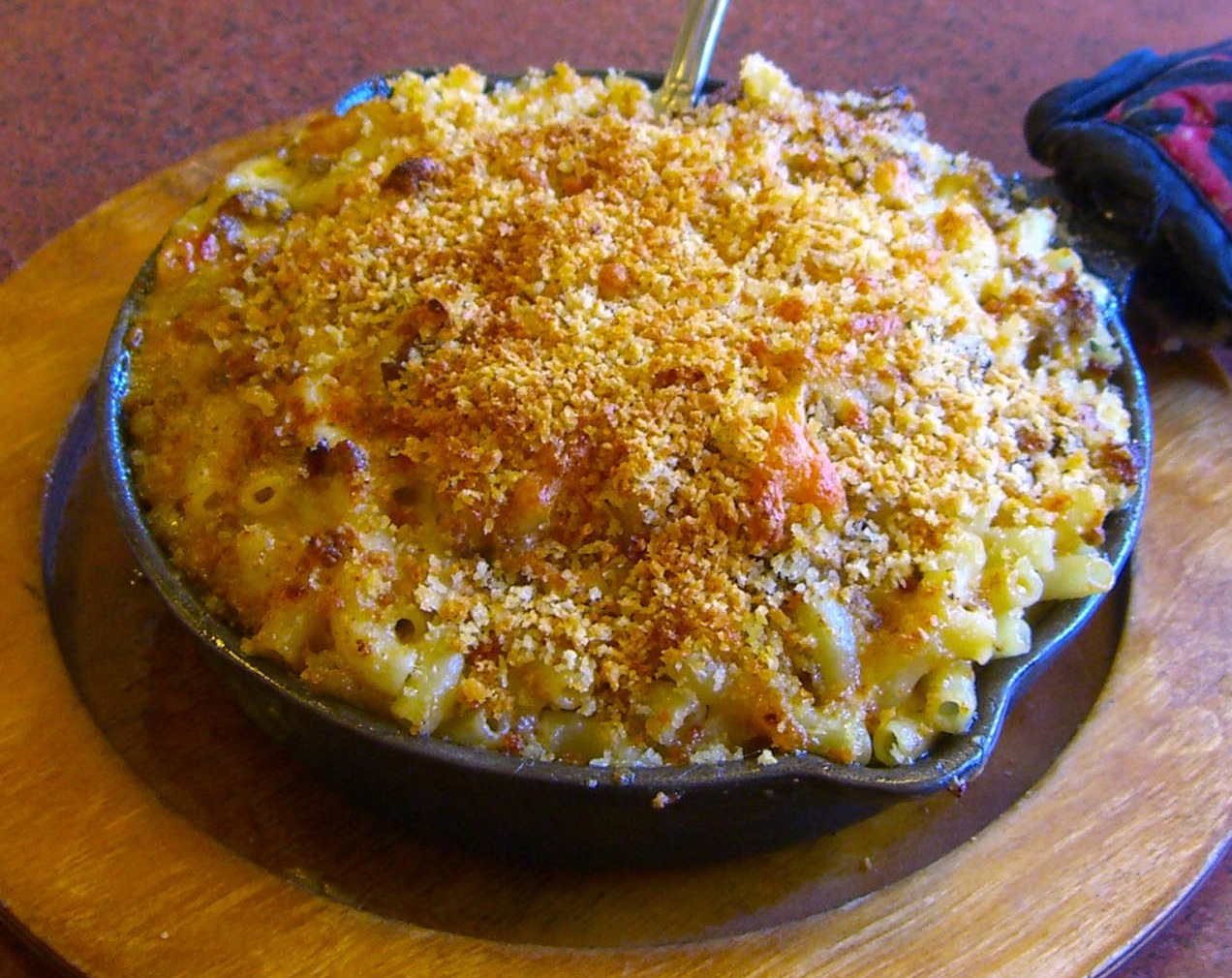
Macaroni và pho mai nướng

Một công thức được gọi là "macaroni và phô mai" xuất hiện trong cuốn sách nấu ăn năm 1824 Bà nội trợ Virginia do Mary Randolph viết. Công thức của Randolph có ba thành phần: mì ống, pho mát và bơ, được xếp lớp với nhau và nướng trong lò nóng. Sách dạy nấu ăn là cuốn sách nấu ăn có ảnh hưởng nhất trong thế kỷ 19, theo sử gia ẩm thực Karen Hess. Các công thức nấu ăn tương tự cho mì ống và pho mát xuất hiện trong Cuốn sách Nghệ thuật Hữu ích năm 1852 và Sách Quý bà của Godey năm 1861. Vào giữa những năm 1880, sách dạynấu ăn đến tận miền tây Kansas , Missouri, bao gồm các công thức chế biến món mì ống và thịt hầm pho mát. Nhà máy sản xuất các thành phần chính khiến món ăn có giá cả phải chăng và công thức nấu ăn khiến món ăn này dễ tiếp cận, nhưng không phổ biến. Khi trở nên dễ tiếp cận với một bộ phận xã hội rộng lớn hơn, macaroni và pho mát đã mất đi sự hấp dẫn đối với tầng lớp thượng lưu.

### Tại Canada
Macaroni và Phô mai được mang đến Canada bởi những người Anh nhập cư, đến từ các vùng khác của Đế quốc Anh. Công thức nấu ăn Macaroni và pho mai đã được chứng thực ở Canada kể từ ít nhất là Modern Practical Cookery vào năm 1845, khi đã có công thức lớp lót bánh pastry phồng (gợi ý sự tinh tế của tầng lớp thượng lưu); nước sốt kem, lòng đỏ trứng, quả chùy và mù tạt; và pho mát Parmesan hoặc Cheshire bào lên trên. Phô mai Cheddar của Canada cũng trở nên phổ biến vào thời điểm này và có thể cũng được sử dụng trong thời kỳ đó.
Macaroni và pho mát rất phổ biến ở Canada đương đại. Kraft Dinner là nhãn hiệu mì ống và pho mát đóng gói phổ biến nhất. Sasha Chapman, viết trên tờ The Walrus, coi đây là món ăn quốc gia của Canada, trước khi có poutine. Một lần nữa, người ta nói rằng, người Canada ăn mì ống và pho mát nhiều hơn bất kỳ nơi nào khác trên thế giới.

## Biến thể địa phương
Loại mì ống khác với mì ống thường được sử dụng: hầu như bất kỳ loại mì ống ép đùn cắt ngắn mezzani nào và nhiều loại mì ống được cắt trang trí sẽ làm được, đặc biệt là những loại có nếp gấp và túi để giữ pho mát. Món ăn vẫn có thể được gọi là "mì ống và pho mát" khi được làm với một loại mì ống khác; trong khi "vỏ mì cùng pho mát" đôi khi được sử dụng khi nó được làm với Conchiglie.
Trong khi pho mát Cheddar được sử dụng phổ biến nhất cho mì ống và pho mát, các loại pho mát khác cũng có thể được sử dụng - thường có hương vị sắc nét - và có thể kết hợp hai hoặc nhiều loại pho mát. Công thức nấu ăn phổ biến bao gồm sử dụng Gruyere, Gouda, Parmesan.
Macaroni và pho mai có thể được chế biến đơn giản bằng cách xếp các lát pho mát và mì ống (thường với bơ và/hoặc sữa bay hơi) sau đó nướng trong hầm, thay vì chuẩn bị như một loại sốt pho mát. Ngoài ra, một số người thích thêm lớp phủ giòn cho mì ống nướng và pho mát của họ bằng cách phủ lên trên bằng vụn bánh mì hoặc bánh quy nghiền, điều này cũng giúp sợi mì ở trên không bị khô khi nướng.

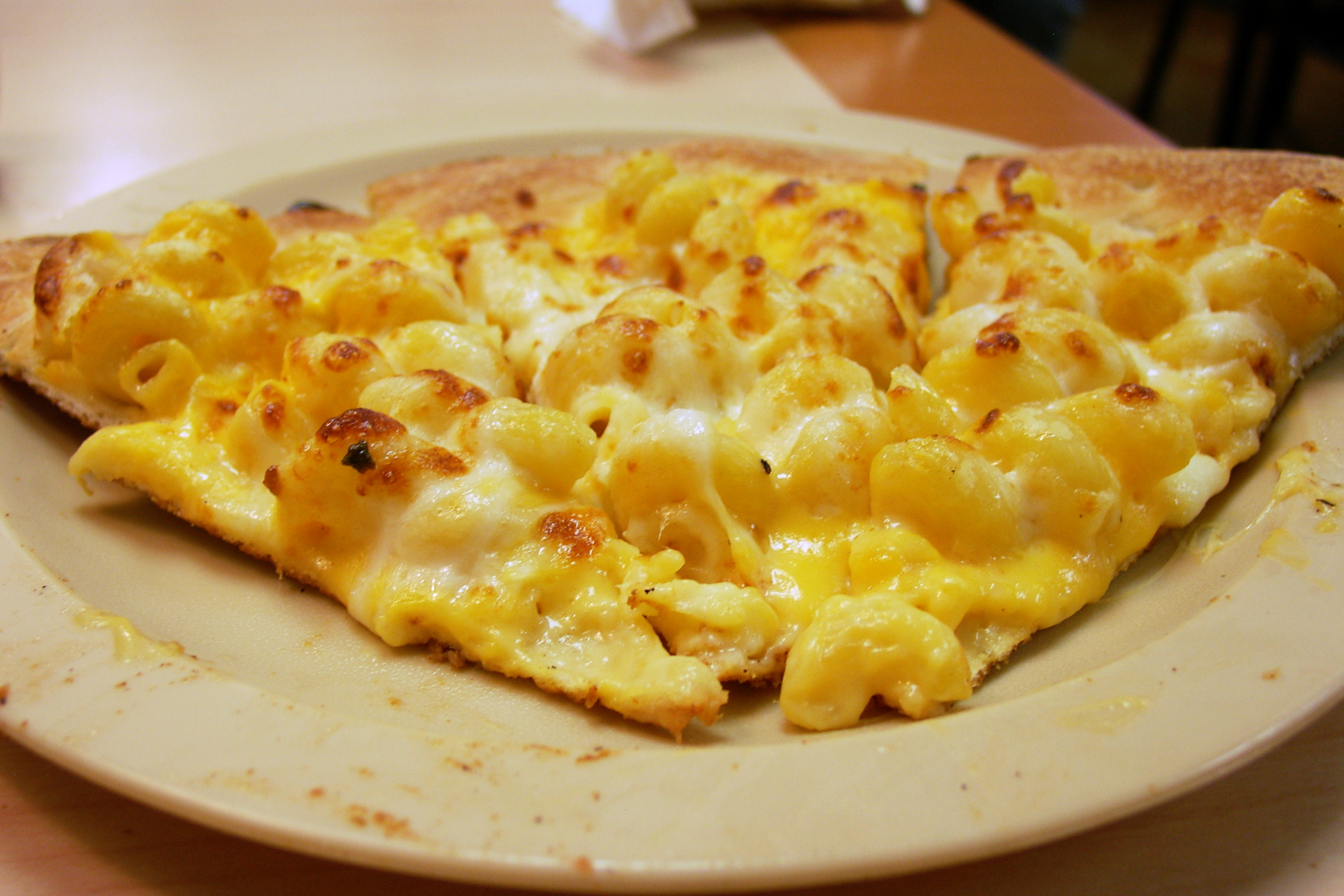
Bánh pizza macaroni và phô mai

Một cách trình bày mới lạ là mì ống chiên giòn và pho mát được tìm thấy tại các hội chợ và xe bán đồ ăn. Ở Scotland, mì ống và pho mát thường có thể được kết hợp trong vỏ bánh ngọt, được gọi là bánh macaroni. Macaroni và pizza pho mát có thể được tìm thấy ở một số nhà hàng Mỹ, chẳng hạn như Cicis.
Một món ăn truyền thống tương tự ở Thụy Sĩ được gọi là Älplermagronen (macaroni của người chăn cừu Alpine), cũng có sẵn trong các phiên bản đóng hộp. Älplermagronen được làm từ mì ống, kem, pho mát, hành tây nướng và trong một số công thức nấu ăn là khoai tây. Ở bang Uri, khoai tây theo truyền thống được bỏ qua và ở một số vùng, thịt xông khói hoặc giăm bông được thêm vào. Phô mai thường là phô mai Emmental hoặc phô mai Appenzeller. Nó thường được đi kèm với nước sốt táo.
Các thành phần bổ sung đôi khi được kết hợp bao gồm thịt xông khói, ớt jalapeños, cà chua, hành tây, tỏi tây, rau thơm khô, sốt Tabasco, nấm xào, giăm bông, thịt bò xay, xúc xích cắt lát, Spam, tôm hùm, cá ngừ hoặc cá hồi đóng hộp, đậu Hà Lan và bông cải xanh.

## Đồ đóng gói chế biến sẵn

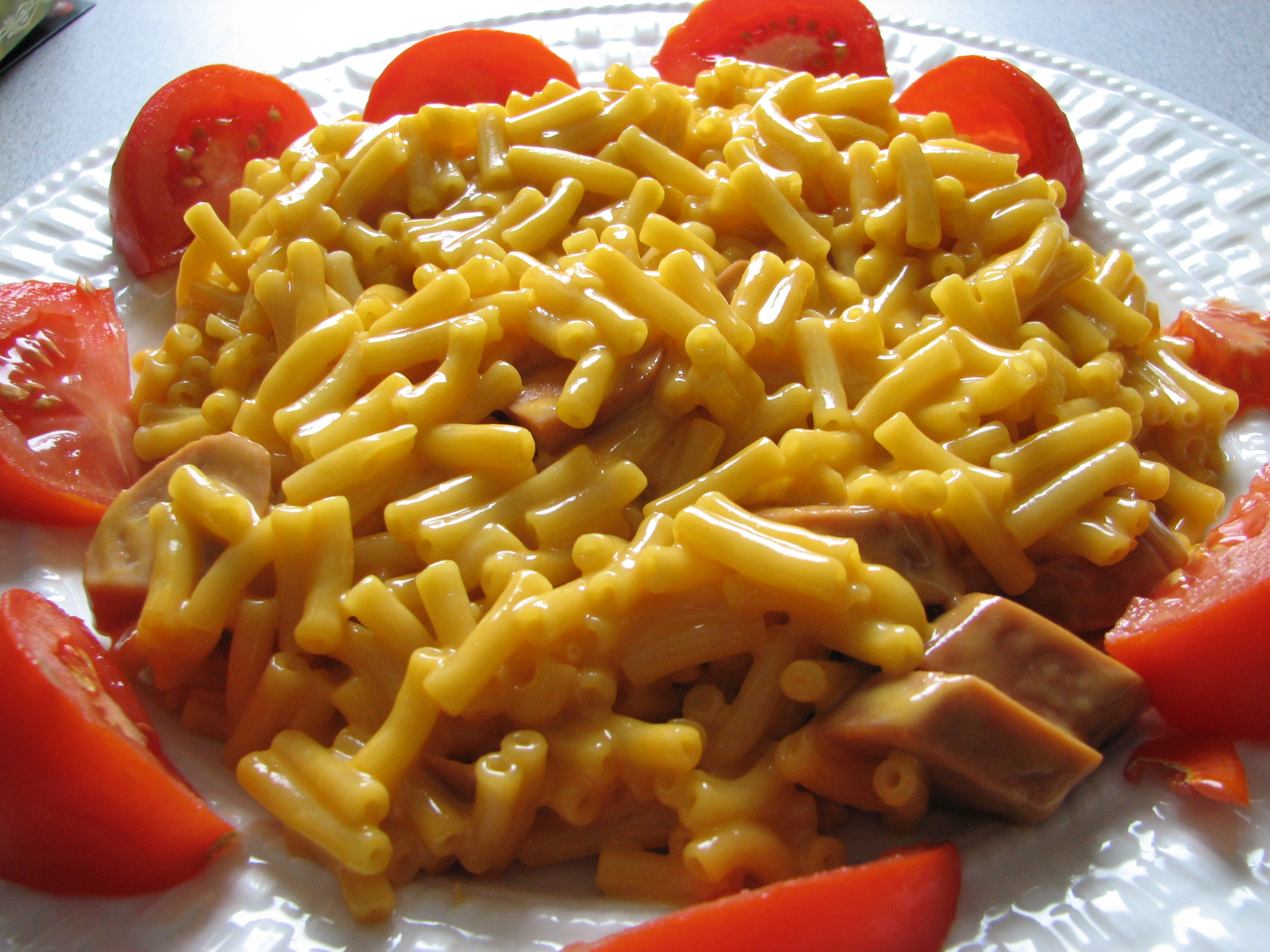
Một đĩa macaroni pho mát đóng gói, ăn kèm với cà chua và xúc xích.

Macaroni pho mát đóng gói có ở dạng đông lạnh hoặc dưới dạng nguyên liệu đóng hộp để việc chuẩn bị trở nên đơn giản. Boston Market, Michelina's, Kraft và Stouffer là một số nhãn hiệu về mì ống macaroni pho mát chế biến sẵn và đông lạnh tại Hoa Kỳ. "Bánh mì macaroni phô mát", một loại thịt nguội có cả mì ống và pho mát đã chế biến, có thể tìm thấy tại một số cửa hàng ở Hoa Kỳ.
Có nhiều loại hỗn hợp đóng gói được chế biến trong chảo sốt trên bếp hoặc trong lò vi sóng. Chúng thường được mô phỏng theo macaroni và pho mát của Kraft (được gọi là Bữa tối Kraft ở Canada), được giới thiệu vào năm 1937 với khẩu hiệu "tạo một bữa ăn cho bốn người trong chín phút." Đó là một thành công ngay lập tức ở Mỹ và Canada trong bối cảnh kinh tế khó khăn của cuộc suy thoái. Trong Chiến tranh thế giới thứ hai, việc phân chia khẩu phần đã làm tăng mức độ phổ biến cho sản phẩm, có thể có hai hộp cho một tem phân chia thực phẩm. Sách dạy nấu ăn Better Homes and Gardens năm 1953 bao gồm một công thức sử dụng Velveeta, đã được cải tiến vào năm đó. Sản phẩm Kraft đóng hộp rất phổ biến ở Canada, nơi đây là mặt hàng tạp hóa được mua nhiều nhất trên toàn quốc. 
Hỗn hợp đóng hộp bao gồm mì ống chưa nấu chín và nước sốt pho mát lỏng (thường được dán nhãn "cao cấp") hoặc các thành phần dạng bột để chế biến nó. Sốt phô mai bột được trộn với sữa hoặc nước, bơ thực vật, bơ hoặc dầu ô liu và thêm vào mì ống đã nấu chín. Một số loại được chuẩn bị trong lò vi sóng bằng cách nấu macaroni trong nước sốt.
Một biến thể phổ biến khác là nước sốt macaroni pho mai, đặc biệt phổ biến ở Anh và Mỹ, có sẵn dưới các thương hiệu Dolmio và Ragú, cùng với những loại khác. Mỳ được mua và sơ chế riêng, sau đó trộn với sốt phô mai đã đun nóng.
Bột sốt phô mai, rất giống với những gì được tìm thấy bên trong hộp mì ống và hỗn hợp phô mai, cũng được bán mà không có mì ống. Sản phẩm này được sản xuất bởi một số công ty, nổi bật nhất là Bisto, Cabot, Annie's và Kraft.
Một số sản phẩm khác nhau trên thị trường sử dụng công thức cơ bản này với những thay đổi nhỏ về thành phần.
Mặc dù có nhiều carbohydrate, calo, chất béo và muối, nhưng mì ống và pho mát là nguồn cung cấp protein và một số biến thể của món ăn có thể làm giảm các khía cạnh tiêu cực đối với sức khỏe.